# Xyrichtys melanopus
Xyrichtys melanopus är en fiskart som först beskrevs av Bleeker, 1857.  Xyrichtys melanopus ingår i släktet Xyrichtys och familjen läppfiskar. Inga underarter finns listade i Catalogue of Life.